# 심재희
심재희(沈載熙, 1976년 12월 6일 ~ )는 대한민국의 스포츠 전문 기자이며, 2021년 6월부터 스포츠 전문 기자 활동과 더불어서 한국체육기자연맹에서 사무총장을 맡기도 한다.

## 경력

### 주업
- 2002년 10월 ~ 2008년 8월 : 스포츠서울닷컴 스포츠팀 팀장
- 2008년 10월 ~ 2009년 5월 : 골닷컴 코리아 시니어 에디터
- 2009년 10월 ~ 2010년 4월 : 대한체육회 객원기자
- 2010년 4월 ~ 2011년 : 투데이코리아 연예스포츠부 취재부 부장
- 2011년 ~ 2012년 : OBS경인TV 축구해설위원
- 2012년 ~ 2018년 : 더 팩트 스포츠팀 팀장
- 2018년 10월 ~ 2023년 5월 : 한국스포츠경제 스포츠부 부장
- 2023년 6월 ~ 현재 : 마이데일리 스포츠부 국장

### 부업
- 2021년 6월 ~ 현재 : 한국체육기자연맹 사무총장

## 방송 출연
- 2008년 OBS 《홍원기의 파워토론》 - 패널